# C4H2Cl2O2
化学式C4H2Cl2O2（摩尔质量：152.96 g/mol）有多个同分异构体：
- 丁烯二酰氯，CAS号：16769-97-4 
  - 富马酰氯，CAS号：627-63-4 
  - 马来酰氯，CAS号：22542-53-6
- 3,4-二氯-2(5H)-呋喃酮，CAS号：62674-12-8
- 2,4-二氯-1,3-环丁二酮，CAS号：37873-66-8

|  | 这个同类索引页列出了具有相同分子式的化学物（即同分異構體）条目。 除非您是有意链接至本页，否则应将相应条目的内部链接指向正确的条目。 |